# Локалита Сеђо (Палермо)
Локалита Сеђо је насеље у Италији у округу Палермо, региону Сицилија.
Према процени из 2011. у насељу је живело 252 становника. Насеље се налази на надморској висини од 395 м.